# Bạch yến châu Âu

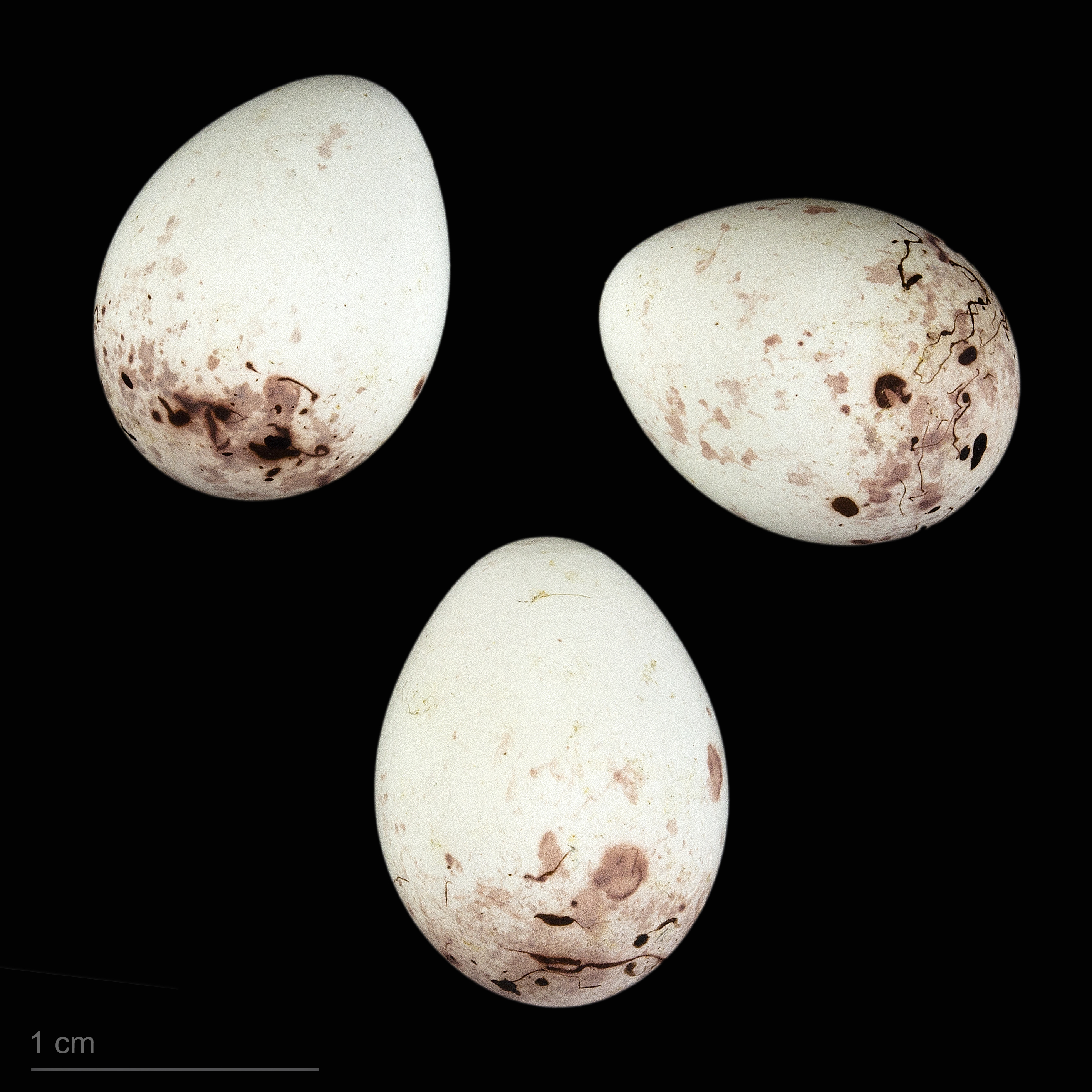
Serinus serinus

Serinus serinus là một loài chim trong họ Fringillidae.